# لوکاس گوتوالت
لوکاس گوتوالت (انگلیسی: Lukas Gottwalt؛ زادهٔ ۱۶ سپتامبر ۱۹۹۷) بازیکن فوتبال اهل آلمان است.
از باشگاه‌هایی که در آن بازی کرده‌است می‌توان به باشگاه فوتبال کایزرسلاوترن اشاره کرد.